# Итаньяэн (микрорегион)
Итаньяэн (порт. Microrregião de Itanhaém) — микрорегион в Бразилии, входит в штат Сан-Паулу. Составная часть мезорегиона Южное побережье штата Сан-Паулу. 
Население составляет 	218 798	 человек (на 2010 год). Площадь — 	2 012,366	 км². Плотность населения — 	108,73	 чел./км².

## Демография
Согласно сведениям, собранным в ходе переписи 2010 г. Национальным институтом географии и статистики (IBGE), население микрорегиона составляет:						
| Полное население                             | Полное население                             | Полное население                             | Полное население                             | 218 798 |
| -------------------------------------------- | -------------------------------------------- | -------------------------------------------- | -------------------------------------------- | ------- |
| в том числе:                                 | Городское население                          | 208 350                                      | Процент городского населения, %              | 95,22   |
|                                              | Сельское население                           | 10 448                                       | Процент сельского населения, %               | 4,78    |
|                                              | Мужское население                            | 107 380                                      | Процент мужского населения, %                | 49,08   |
|                                              | Женское население                            | 111 418                                      | Процент женского населения, %                | 50,92   |
| Плотность населения, чел/км²                 | Плотность населения, чел/км²                 | Плотность населения, чел/км²                 | Плотность населения, чел/км²                 | 108,73  |
| Население микрорегиона в % к населению штата | Население микрорегиона в % к населению штата | Население микрорегиона в % к населению штата | Население микрорегиона в % к населению штата | 0,53    |

## Статистика
- Валовой внутренний продукт на 2003 составляет 1 042 034 553,00 реалов (данные: Бразильский институт географии и статистики).
- Валовой внутренний продукт на душу населения на 2003 составляет 5031,20 реалов (данные: Бразильский институт географии и статистики).
- Индекс развития человеческого потенциала на 2000 составляет 0,777 (данные: Программа развития ООН).

## Состав микрорегиона
В составе микрорегиона включены следующие муниципалитеты:
1. Итаньяэн
2. Итарири
3. Монгагуа
4. Педру-ди-Толеду
5. Перуиби